# Chicago Fire (TV-serie)
Chicago Fire är en amerikansk TV-serie från 2012 som handlar om livet på brandstation 51 i Chicago. Serien ingår i serieuniversumet One Chicago, i vilket även TV-serierna Chicago Med, Chicago P.D. och Chicago Justice ingår. TV-seriernas tidslinjer interagerar med varandra.

## Handling
I serien får vi följa brandmännen på Truck 81, Räddningsskvadron 3 och Släckbil 51 samt sjukvårdarna på Ambulans 61 i Chicago Fire Department. 
Vännerna Matt och Kelly glider ifrån varandra efter att deras kamrat Andy dör i en brandolycka eftersom Kelly skyller Andys död på Matt. Arbetskamraterna på 51 lyckas till slut lösa allt och håller ihop. De stöter på farliga och svåra situationer men löser det tillsammans som ett lag.

## I rollerna
- Matthew Casey – Jesse Spencer  Säsong 1–10
- Kelly Severide – Taylor Kinney Säsong 1–
- Gabriela Dawson – Monica Raymund Säsong 1–6
- Peter Mills – Charlie Barnett Säsong 1–3
- Otis – Yuri Sardarov Säsong 1–7
- Joe Cruz – Joe Minoso Säsong 1–
- Chief Wallace Boden – Eamonn Walker Säsong 1–
- Randy "Mouch" McHolland – Christian Stolte Säsong 1–
- Christopher Herrmann – David Eigenberg Säsong 1–
- Sylvie Brett – Kara Killmer Säsong 3–
- Emily Foster – Annie Ilonzeh Säsong 7–8
- Leslie Shay – Lauren German Säsong 1–2
- Stella Kidd – Miranda Rae Mayo Säsong 4–
- Blake Gallo – Alberto Rosende Säsong 8–
- Jessica "Chili" Chilton – Dora Madison Burge Säsong 4
- Jimmy Borrelli – Steven R. McQueen Säsong 4–5
- Hallie Thomas – Teri Reeves Säsong 1